# L'Empereur (jeu vidéo)
Pour les articles homonymes, voir L'Empereur.
L'Empereur  (titre original :  Ranperūru (ランペルール)) est un jeu vidéo de stratégie au tour par tour développé et publié par Koei en 1989 sur MSX, NES, DOS et Sharp X68000. Le joueur y incarne Napoléon Bonaparte pendant les guerres napoléoniennes et a pour objectif de conquérir l’Europe. Au début du jeu, le joueur n’est qu’un simple officier mais ses victoires le font peu à peu monter en grade jusqu’à devenir l’empereur des français, chaque promotion lui donnant des pouvoirs supplémentaires.  Le joueur doit mener son armée au combat mais également gérer ses cités et s’occuper de la diplomatie,.